# موشيه لازار
موشيه لازار (بالإنجليزية: Moshe Lazar)‏ (بالعبرية: משה לזר‏) هو مُنظر أدبي إسرائيلي وأمريكي، ولد في 4 يوليو 1928، وتوفي في 13 ديسمبر 2012.